# Tornatina apiculata
Tornatina apiculata is een slakkensoort uit de familie van de Cylichnidae. De wetenschappelijke naam van de soort is voor het eerst geldig gepubliceerd in 1879 door Tate.